# Сергеево (Шарьинский район)
Сергеево — деревня в составе Ивановского сельского поселения Шарьинского района Костромской области России.

## История
Деревня известна с 1616 года, когда впервые упоминается починок Сергеев с одним двором у Рождественского погоста.
В начале XVII века деревня принадлежала боярину князю Фёдору Мстиславскому, спустя некоторое время после смерти которого, в 1640 году вместе с другими деревнями была пожалована царём Алексеем Михайловичем князю Борису Репнину, от которого деревня перешла его потомкам.
Согласно Спискам населенных мест Российской империи в 1872 году деревня относилась к 2 стану Ветлужского уезда Костромской губернии. В ней числилось 13 дворов, проживали 88 мужчин и 100 женщин.
Согласно переписи населения 1897 года в деревне проживало 245 человек (105 мужчин и 140 женщин).
Согласно Списку населенных мест Костромской губернии в 1907 году деревня относилась к Рождественской волости Ветлужского уезда Костромской губернии. По сведениям волостного правления за 1907 год в деревне числилось 38 крестьянских дворов и 245 жителей. В деревне имелись ветряная мельница и кузница. Основным занятием жителей деревни был лесной промысел.
До 2010 года деревня являлась административным центром Марутинского сельского поселения.

## Население
| 2008 | 2010 | 2014 | 2024 |
| ---- | ---- | ---- | ---- |
| 9    | ↗197 | ↘162 | ↘96  |

## Известные люди
В 1860 году в Сергеево родился А. Т. Воронцов — лесовод, энтомолог и ботаник, который после окончания Петербургского лесного института работал в Сувалках на Украине, занимаясь изучением вредных насекомых, а в 1928 году преподавал лесную энтомологию в Нижегородском университете.